# Adi'b Ishaq ad-Dimashqi
Adi'b Ishaq ad-Dimashqi (Damasco, 21 gennaio 1856 – Il Cairo, 12 giugno 1885) è stato un letterato siriano.
Partecipò al rinnovamento politico del mondo arabo, ma operò esclusivamente in Egitto.